# 32-es busz (Dunaújváros)
A dunaújvárosi 28-as jelzésű autóbusz a Békeváros, Hajnal utca és a Pálhalma, Központi tér megállóhelyek között közlekedik. A járatot a Volánbusz üzemelteti.

## Közlekedése
Mindennap közlekedik, a műszakváltásokhoz igazítva.

## Útvonala
| Pálhalma, Központi tér felé | Békeváros, Hajnal utca felé |
| --- | --- |
| Békeváros, Hajnal utca – Hajnal utca – Tavasz utca – Győzelem utca – Baracsi út – Dózsa György út – Szórád Márton út – Építők útja – Vasmű út – Apáczai Csere János út – Aranyvölgyi út – Petőfi Sándor utca – – Pálhalma bejárati út – Pálhalma, Központi tér | Pálhalma, Központi tér – Pálhalma bejárati út – – Petőfi Sándor utca – Aranyvölgyi út – Vasmű út – Építők útja – Szórád Márton út – Dózsa György út – Baracsi út – Hajnal utca – Békeváros, Hajnal utca |

## Megállóhelyei
| 0  | Békeváros, Hajnal utca                           | 22 | 11, 28, 40, 44, 45                                              | |
| 2  | Kertváros                                        | 20 | 18, 33, 40, 44, 45                                              | Százszorszép Óvoda, Lorántffy Zsuzsanna Szakközépiskola és Szakiskola |
| 5  | Szórád Márton út 20. (↓) Dózsa György út 60. (↑) | 17 | 2, 4, 8, 11, 18, 20, 22, 23, 24, 25, 27, 29, 33, 35, 40, 44, 45 | Dunaújváros Áruház, Dunaújvárosi Egyetem, Széchenyi István Gimnázium és Kollégium, Dunaújvárosi SZC Kereskedelmi és Vendéglátóipari Szakgimnáziuma és Szakközépiskolája, Csillagvirág Óvoda |
| 7  | Autóbusz-állomás                                 | 15 | 2, 4, 8, 11, 18, 20, 22, 23, 24, 25, 27, 29, 33, 35, 40, 44, 45 | Helyközi autóbusz-állomás, Fabó Éva Sportuszoda, Aquantis Wellness- és Gyógyászati Központ, Vásárcsarnok, Dunaújvárosi Egyetem, Vasvári Pál Általános Iskola                                |
| 9  | Ady Endre utca                                   | 13 | 2, 3, 8, 11, 18, 20, 22, 23, 24, 25, 29, 33, 35, 40, 45         | Dunaújvárosi Víz-, Csatorna- Hőszolgáltató Kft., Stadion |
| 10 | Dózsa Mozi                                       | 12 | 2, 3, 8, 11, 18, 20, 22, 23, 24, 25, 29, 33, 35, 40, 45         | Városháza, Kormányablak, Szent Pantaleon Kórház, Rendelőintézet, Intercisa Múzeum, Dózsa Mozicentrum, Móricz Zsigmond Általános Iskola, Nemzeti Adó- és Vámhivatal                          |
| 12 | Liszt Ferenc kert                                | ∫  | 2, 3, 8, 11, 18, 20, 22, 23, 24, 25, 29, 33, 35, 40, 45         | József Attila Könyvtár, Munkásművelődési Központ, Dunaferr Szakközép- és Szakiskola Villamos Tagiskola, Petőfi Sándor Általános Iskola                                                      |
| 14 | Baracsi út                                       | 8  | 11, 20, 22, 23, 24, 25, 27, 29, 33, 35                          | Móra Ferenc Általános Iskola és Egységes Gyógypedgógiai Módszertani Intézmény, Rendőrkapitányság, Park Center                                                                               |
| 16 | 48-as Emlékmű                                    | ∫  | 11, 28                                                          | Dunaújváros-Kisapostagi Társult Evangélikus Egyházközség, 1848/49-es emlékmű, Park Center, Rendőrkapitányság                                                                                |
| 19 | Dunaújváros külső vasúti megállóhely             | 3  | 35                                                              | Dunaújváros külső, Pálhalmai Országos Büntetés-végrehajtási Intézet |
| 22 | Pálhalma, Központi tér                           | 0  |                                                                 | Pálhalmai Országos Büntetés-végrehajtási Intézet |